# جان دوندار
جان دوندار (بالتركية: Can Dündar) (و. 1961 – م) هو كاتب العمود، ومذيع، وصحفي، وكاتب من تركيا . ولد في أنقرة .

## جوائز
حصل على جوائز منها:
- الجائزة الدولية لحرية الصحافة (2016).

## روابط خارجية
- جان دوندار على موقع IMDb (الإنجليزية)
- جان دوندار على موقع مونزينجر (الألمانية)
- جان دوندار على موقع ألو سيني (الفرنسية)
- جان دوندار على موقع أول موفي (الإنجليزية)
- جان دوندار على موقع قاعدة بيانات الفيلم (الإنجليزية)
- جان دوندار على موقع كينوبويسك (الروسية)